# Никольская волость (Старобельский уезд)
Нико́льская во́лость — историческая административно-территориальная единица Старобельского уезда Харьковской губернии с центром в слободе Никольская.
На 1862 год в состав волости входили:
- слобода Никольская;
- слобода Шелестовка;
- хутор Нехаев.

По состоянию на 1885 год состояла из 6 поселений, 3 сельских общин. Население — 6436 человек (3193 мужского пола и 3243 — женского), 934 дворовых хозяйства.
|                       | Площадь, десятин | В том числе пахотной, дес. |
| --------------------- | ---------------- | -------------------------- |
| Сельских общин        | 18151            | 15222                      |
| Частной собственности | —                | —                          |
| Другой собственности  | 249              | 149                        |
| В целом               | 18400            | 15371                      |

Основные поселения волости по состоянию на 1885 год:
- Никольская — бывшая государственная слобода при реке Камышная в 80 верстах от уездного города, 3986 человек, 568 дворовых хозяйств, православная церковь, школа, 2 лавки, базары. За 7 верст — железнодорожная станция Лиман.
- Нехаев — бывший государственный хутор, 591 человек, 89 дворовых хозяйств.
- Шелестовка — бывшая государственная слобода при реке Камышная, 1789 человек, 267 дворовых хозяйств, православная церковь, школа.

Крупнейшие поселения волости по состоянию на 1914 год:
- слобода Никольская — 6419 жителей.
- слобода Шелестовка — 2620 жителей.

Старшиной волости был Рубан Афанасий Никитич, волостным писарем — Скляров Роман Иванович, председателем волостного суда — Хрипченко Василий Парфенович.